# El Calvario, Oxchuc
El Calvario är en ort i Mexiko.   Den ligger i kommunen Oxchuc och delstaten Chiapas, i den sydöstra delen av landet, 800 km öster om huvudstaden Mexico City. El Calvario ligger 1 607 meter över havet och antalet invånare är 254.
Terrängen runt El Calvario är lite bergig. Runt El Calvario är det ganska tätbefolkat, med 75 invånare per kvadratkilometer. Närmaste större samhälle är Chanal, 17,6 km söder om El Calvario. I omgivningarna runt El Calvario växer i huvudsak städsegrön lövskog.